# Robert Rayford
Robert Lee Rayford(3 de febrero de 1953 – 15 de mayo de 1969),también conocido en algunos documentos como Robert R. debido a su corta edad, fue un adolescente originario de Misuri, Estados Unidos. Es considerado el primer caso documentado de VIH/SIDA en América del Norte. Esta conclusión se basa en estudios publicados en 1988, donde los investigadores señalaron que existía evidencia médica que indicaba que Rayford estaba infectado con un virus muy similar, o incluso idéntico, al VIH tipo 1.
Rayford falleció a causa de una neumonía,pero presentó otros síntomas que resultaron difíciles de explicar para los médicos que lo atendieron. En 1988, un estudio reportó la presencia de anticuerpos contra el VIH en su organismo.Más adelante, en una conferencia científica celebrada en Australia en 1999, se mencionó que se habían identificado fragmentos del material genético del virus en su cuerpo. No obstante, estos hallazgos nunca llegaron a ser publicados en una revista médica o científica con revisión por pares.

## Fondo

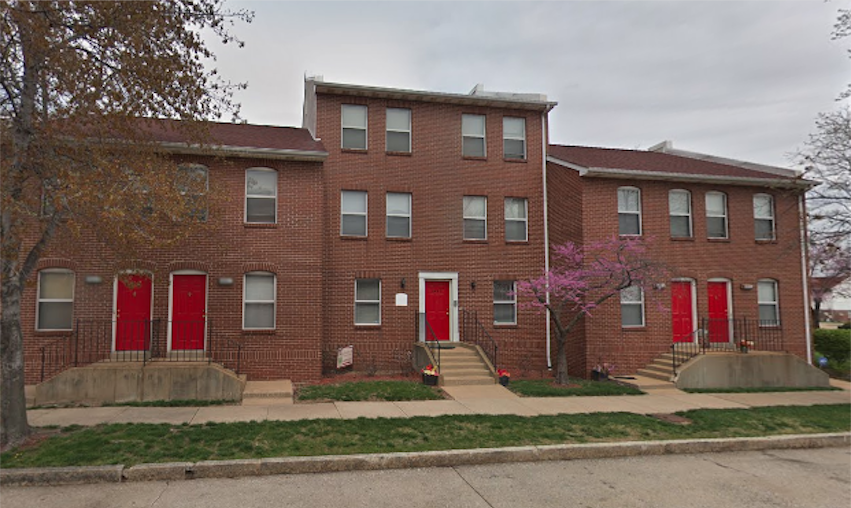
2837 Delmar Boulevard (centro), donde una vez estuvo la antigua residencia de Robert Rayford

Robert Rayford nació el 3 de febrero de 1953 en San Luis, Misuri. Fue criado junto a su hermano por su madre, Constance, quien era madre soltera. La familia vivía en el vecindario Old North de San Luis, una zona donde muchas familias afroamericanas de clase trabajadora, como los Rayford, residían en viviendas de ladrillo del siglo XIX que eran económicamente accesibles.Sobre la vida personal de Rayford se conoce poco, ya que no se han revelado muchos detalles al respecto.

## Enfermedad
A comienzos de 1968, cuando tenía 15 años, Rayford fue internado de manera voluntaria en el Hospital Municipal de San Luis.Presentaba verrugas y llagas tanto en las piernas como en los genitales. También sufría una inflamación severa en los testículos y en la zona pélvica, la cual con el tiempo se extendió a sus piernas. Debido a estos síntomas, inicialmente fue diagnosticado erróneamente con linfedema.
Rayford había perdido peso, su piel se había vuelto pálida y tenía dificultades para respirar. Les comentó a los médicos que esos síntomas los venía experimentando desde, al menos, finales de 1966.
Los exámenes médicos detectaron una infección grave por clamidia que, de forma poco común, se había diseminado por todo su cuerpo. Rayford se negó a someterse a un examen rectal solicitado por el personal del hospitaly fue descrito como una persona reservada y poco comunicativa.
El Dr. Memory Elvin-Lewis, quien estuvo a cargo del caso, recordó que Rayford era un adolescente tímido y reservado: “Era el típico chico de 15 años que evita hablar con adultos, especialmente considerando que yo soy blanco y él era negro. No era alguien con quien se pudiera conversar fácilmente. Apenas entré en la habitación, él ya sabía que quería obtener algo más de él: más muestras de sangre, más líquido linfático, algo adicional.”
Rayford ofreció versiones contradictorias respecto a su vida sexual. En una ocasión, se describió a sí mismo como "el semental de todos los tiempos", mientras que en otro momento aseguró que solo había tenido relaciones con una joven de su vecindario, atribuyendo su estado de salud al contacto sexual con ella.
Los médicos que atendieron a Rayford sospechaban que ejercía la prostitución siendo menor de edad y que había participado en relaciones sexuales anales de forma receptiva. Sin embargo, en ningún momento consideraron que pudiera haber sido víctima de abuso infantil.Finalmente, fue trasladado al Hospital Barnes-Jewish, conocido en ese entonces como Hospital Barnes, antes de que se fusionara con otro centro médico.
A finales de 1968, la salud de Rayford parecía haber mejorado. Sin embargo, para marzo de 1969, sus síntomas regresaron y se intensificaron. Experimentaba una mayor dificultad para respirar y su recuento de glóbulos blancos cayó drásticamente. Los médicos descubrieron que su sistema inmunológico estaba comprometido. Finalmente, presentó fiebre y falleció de neumoníaa las 11:20 p.m. del 15 de mayo de 1969.

## Autopsia
Una autopsia realizada por William Drake reveló varias irregularidades en el cuerpo de Rayford. Se encontraron pequeñas lesiones violáceas en su muslo izquierdo y en los tejidos blandos internos, incluyendo el recto y el área anal. Drake determinó que estas lesiones eran sarcoma de Kaposi, un tipo raro de cáncer que, en su mayoría, afectaba a hombres mayores de origen judío mediterráneo o asquenazí.Este tipo de cáncer era prácticamente desconocido entre los adolescentes afroamericanos.Más tarde, el sarcoma de Kaposi fue reconocido como una enfermedad indicativa del SIDA.
Estos descubrimientos sorprendieron a los médicos que trataron a Rayford. En 1973, se publicó un análisis de su caso en la revista médica Lymphology.

## Investigaciones posteriores

### Pruebas
El VIH, inicialmente conocido como "virus asociado a la linfadenopatía" o VLA, fue descubierto en 1983. En ese momento, el virus se estaba propagando rápidamente en las comunidades homosexuales de Nueva York y Los Ángeles. En 1984, Marlys Witte, una de las médicas que atendió a Rayford antes de su fallecimiento y que también participó en la autopsia, descongeló y examinó muestras de tejido que se habían conservado tras la autopsia. Los resultados de las pruebas fueron negativos.
En junio de 1987, Witte realizó un nuevo análisis de las muestras de tejido utilizando el Western blot, la prueba más sensible disponible en ese momento. Esta prueba detectó anticuerpos contra las nueve proteínas del VIH en la sangre de Rayford. Un ensayo de captura de antígenos identificó antígenos del VIH en las muestras de tejido, aunque no en el suero.En una carta de 1990 publicada en la revista científica Nature, Robert F. Garry mencionó que se estaban realizando esfuerzos para detectar directamente el ADN del VIH: "Recientemente se ha encontrado ADN proviral en sus tejidos utilizando PCR en colaboración con J. Sninsky y S. Kwok (Cetus Corporation, Emeryville, California), aunque el análisis de la secuencia de nucleótidos aún no está completo".
En 1999, un resumen de una conferencia informó sobre un estudio de análisis de ADN del VIH en las muestras de Rayford.El informe mencionó que se detectaron genes del VIH en las muestras, los cuales eran muy similares al aislado del VIH IIIB, descubierto en Francia en la década de 1980 y que se utilizaba comúnmente como referencia en laboratorios. Este estudio nunca fue publicado en una revista científica con revisión por pares. Además, ni John Sninsky ni Shirley Kwok fueron mencionados como autores del resumen. El informe sostuvo que la contaminación del laboratorio con el aislado del VIH IIIB era poco probable, ya que el análisis de ADN se había realizado directamente en las muestras de Rayford sin necesidad de cultivarlas.
Las últimas muestras de tejido conocidas de Rayford estaban almacenadas en un laboratorio de Nueva Orleans, pero fueron destruidas accidentalmente durante el huracán Katrina en 2005, lo que impidió realizar más pruebas.

### Impacto en la investigación sobre el origen del SIDA
Rayford nunca salió del Medio Oeste de Estados Unidos y le dijo a los médicos que nunca había recibido una transfusión de sangre. Si Rayford realmente se infectó con VIH, como afirman algunos investigadores, se supone que la transmisión ocurrió a través del contacto sexual. Dado que nunca viajó fuera de Estados Unidos, los investigadores que consideran a Rayford como un caso temprano de infección por VIH sugieren que el SIDA podría haber estado presente en Norteamérica antes de que él comenzara a mostrar síntomas en 1966.
Se cree que Rayford nunca viajó a ciudades cosmopolitas como Nueva York, Los Ángeles o San Francisco, donde se detectó por primera vez la epidemia de VIH-SIDA en Estados Unidos.La única posible conexión internacional con San Luis era su condición de centro de operaciones de la aerolínea TWA. A principios de la década de 1980, los médicos y otros investigadores del caso especularon que Rayford podría haber sido víctima de abuso sexual o prostitución infantil.